# Beisebol na Universíada de Verão de 1993
| Ordem | País              | Medalha de ouro | Medalha de prata | Medalha de bronze |   |
| ----- | ----------------- | --------------- | ---------------- | ----------------- | - |
| 1     | CUB Cuba          | 1               |                  |                   | 1 |
| 2     | KOR Coreia do Sul |                 | 1                |                   | 1 |
| 3     | CAN Canadá        |                 |                  | 1                 | 1 |